# Den förenade norska kyrkan i Amerika
Den förenade norska kyrkan i Amerika (The United Norwegian Lutheran Church of America, förkortat UNLC) var ett lutherskt trossamfund i USA som bildades 1890 genom en sammanslagning av "Norska Augustana-synoden" (Norwegian Augustana Synod) (1870), "Konferensen" (Conference of the Norwegian-Danish Evangelical Lutheran Church of America) (1870), och det Anti-Missouriska brödraskapet (1887).
1897 valde en grupp att lämna samfundet och bildade Lutheran Free Church, "Lutherska frikyrkan". Ytterligare en fraktion skedde 1900, då en annan grupp bröt sig ur för att bilda Church of the Lutheran Brethren of America. 
Den förenade norska kyrkan i Amerika uppgick 1917 i vad som blev Evangelical Lutheran Church och senare American Lutheran Church och det som idag är Evangelical Lutheran Church in America. 

## Ledare
- Gjermund Hoyme (1890–1902)
- Theodor H. Dahl (1902–1917)